# 남수단 요리

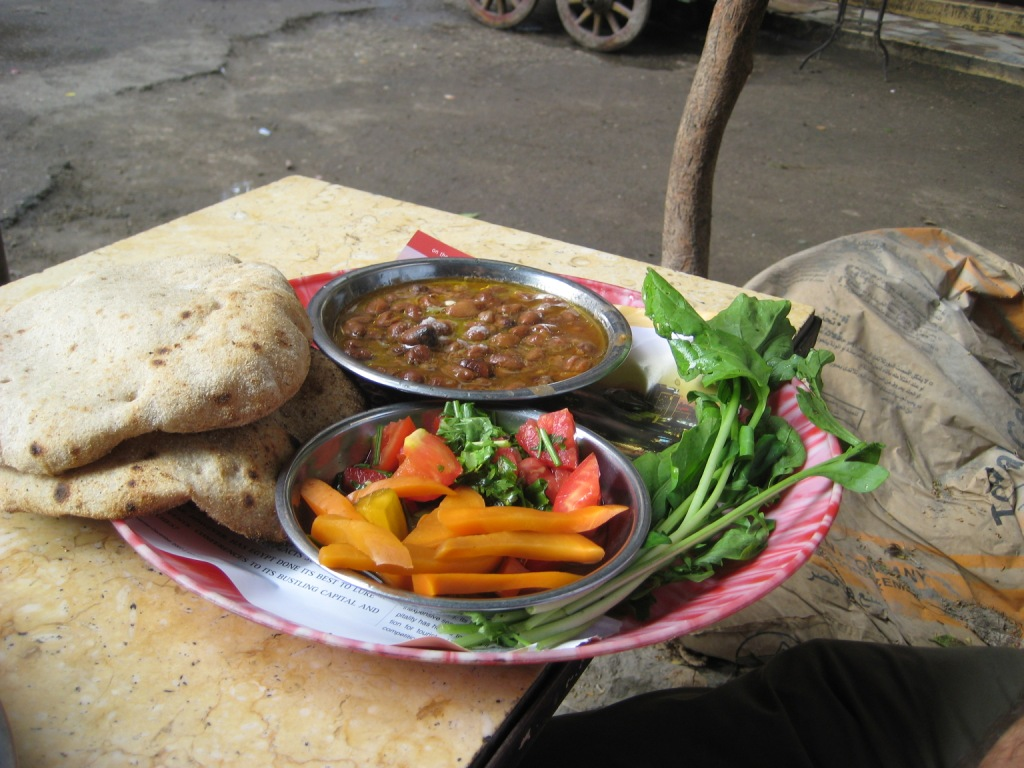
풀

남수단 요리(南Sudan 料理, 영어: South Sudanese cuisine 사우스 수더니즈 퀴진[*])는 동아프리카에 있는 남수단의 요리이다.

## 같이 보기
- 아프리카 요리